# Celebrity Cruises
A Celebrity Cruises é uma companhia norte-americana de transporte marítimo sediada em Miami, Flórida.

## História
Ela foi fundada em abril de 1988 pelo Chandris Group com o objetivo de operar navios de cruzeiro para as Bermudas. A empresa foi comparada pela Royal Caribbean Cruise Line em 1997, com a Royal Caribbean Cruises Ltd. sendo formada para atuar como empresa-mãe das duas.